# Simon Charles Radziwiłł
Zygmunt Karol Radziwiłł (4 décembre 1591-5 novembre 1642) fils de Mikołaj Krzysztof Radziwiłł et Elżbieta Eufemia Wiśniowiecka, est un maître-d'hôtel de la reine (1617), chambellan de Lituanie (1625), maître-d'hôtel de Lituanie (1633), échanson de Lituanie (1638), chevalier-Hospitalier de l'ordre de Saint-Jean de Jérusalem. Il est originaire du grand-duché de Lituanie.
En 1621, il prend part à la bataille de Chocim et en 1622 commande une compagnie de mercenaires Lisowczycy (en) au service du Saint Empire. Il est commandeur de la commanderie de l'ordre de Saint-Jean de Jérusalem de Poznań (1625-1642).
En 1636, après la mort de son frère aîné, Albert Władysław il hérite de l'ordynat de Niasvij, mais il y renonce au profit de son frère Aleksander Ludwik Radziwiłł.

## Sources
- Notices d'autorité :   - VIAF
  - Pologne
  - NUKAT

- (en) Cet article est partiellement ou en totalité issu de l’article de Wikipédia en anglais intitulé « Zygmunt Karol Radziwiłł » (voir la liste des auteurs).